# Femina (película de 1990)
Femina es una película polaca de 1990 dirigida por Piotr Szulkin, basada en la novela de Krystyna Kofta de 1988 El pabellón de los pequeños depredadores.

## Contenido
La protagonista de este drama psicológico, Bogna Wegner ((Hanna Dunkowska) es una mujer de treinta años. Cuando su marido está de viaje al extranjero por una beca,  Bogna recibe la noticia de la muerte de su madre. El regreso a su ciudad natal para asistir al funeral le inundan viejos recuerdos de su infancia, con su devota madre, en un ambiente de culto a Iósif Stalin y una educación puritana. En sus pesadillas, la niña sufre acoso psicológico por parte de una figura del dictador soviético. Durante el día, su propia madre, una matrona grotesca (Alina Janowska), la aterroriza y la obliga a comer huevos crudos. De adulta, Bogna experimenta una crisis de identidad. Siente que su vida amorosa en el matrimonio se ha estancado. Aprovecha la ausencia de su marido y visita a sus amigos de la ciudad natal con la esperanza de reavivar su amistad. Vive una aventura erótica con Wiktor (Marcin Troński) y Wiśka (Ewa Sałacka), sus amigos de la infancia. Acosada por la visión de prostitutas del otro lado de la calle, decide vender sus servicios a un hombre con discapacidad intelectual a través de su madre. Su transgresión sexual culmina con tener relaciones sexuales con el sepulturero de su madre. Bogna necesita muchas experiencias impactantes para volver a su marido, su hijo y su vida familiar pacífica.. Las escenas imaginadas por la protagonista se entrelazan con la realidad.
La película, una visión surrealista de la vida íntima de una mujer está inspirada en Belle de jour (1967) de Luis Buñuel.

## Recepción
El profesor Marek Haltof especialista en cine polaco y australiano ha señalado que Femina es una película "llena de símbolos", en la que Szulkin "se burla de la vacuidad de los rituales políticos y religiosos polacos. Desmiente el aspecto ritual de la cultura polaca y su carácter martirológico.
Inicialmente, Femina es una obra intrigante, encantadora por su lado audiovisual y narrativo (a menos que a alguien no le gusten las poéticas del onirismo o el surrealismo). Y aunque debe pasar algún tiempo para que quede claro que el Bogna perdido significa Polonia, perdida tras la caída de la era del socialismo y que todavía entra tímidamente en el mundo del capitalismo, cuanto más dura la película, más legible se vuelve, pero Más bien, más cansado se vuelve señala el blog "Misión de cine" en una reseña de la película en 2011.
La película fue recordada en 2020 cuando se estrenó Marygoround de la directora polaca Daria Wosjek  obra señalada como "la primera película polaca sobre la naturaleza salvaje de la sexualidad femenina después de Femina de Piotr Szulkin."

## Reparto
- Hanna Dunowska – Bogna
- Ewa Sałacka-Kirstein – Wiśka
- Gustaw Lutkiewicz – fotógrafo
- Katarzyna Walter - prostituta
- Alina Janowska - madre de Bogna
- Kazimierz Orzechowski – sacerdote
- Grażyna Wolszczak – prostituta
- Wojciech Skibiński – padre de Bogna
- Małgorzata Hajewska-Krzysztofik – Glucha
- Ewa Frąckiewicz – tía
- Krzysztof Bauman – Dominik
- Krystyna Sznerr - profesora de Bogna
- Marcin Troński – Wiktor
- Hanna Skarżanka – Gabriela
- Jerzy Gudejko - marido de Bogna
- Jan Jankowski
- Sławomir Holland

## Premios y reconocimientos
La película ganó numerosas nominaciones en el 16º Festival de Cine de Gdynia (mejor película, dirección, fotografía, mejor actriz de reparto) y el Premio de Vestuario para Małgorzata Stefaniak (1991).